# Nolan North
Nolan Ramsey North  (New Haven, 31 oktober 1970) is een Amerikaanse stemacteur en acteur.
Als stemacteur is hij veelgevraagd, met name in videogames. Hij is onder andere de stem van Nathan Drake uit de Uncharted-videospellen. Ook is hij de stem van Desmond Miles uit de Assassin's Creed-videospellen, de stem van de Penguin uit het spel Batman: Arkham City, de stem van madara uchiha onder schuilnaam van Tobi uit Naruto en spreekt hij verschillende stemmen in voor de Halo-videospellen. Ook is Nolan North terug te vinden in Call of Duty: World at War, Black Ops, Black Ops 2 en Black Ops 3 als Dr. Edward Richtofen en Dr. Groph. Van 2010 tot 2017 speelde hij, in de serie Pretty Little Liars, de vader van een van de hoofdpersonen: Peter Hastings.

## Biografie
North werd geboren in New Haven, Connecticut. Hij ging naar school in de Bishop Hendricken High School in Warwick. Daarna deed hij zijn studie journalistiek op de University of North Carolina at Chapel Hill. Hij werkte daarna bijna een jaar als verslaggever in New Jersey voordat hij naar New York ging om te oefenen met Stand-upcomedy en acteren. North kwam uiteindelijk in Hollywood terecht en was gecast in de serie Port Charles, waarin hij Dr. Chris Ramsey speelde.
In 1999 trouwde North met actrice Jill Murray, die ook samen met Nolan North in Port Charles speelde. Later kregen ze 2 kinderen.
Later werd North in 2007 gecast voor de motion capture van de rol Nathan Drake in de videogame Uncharted: Drake's Fortune, dat een groot succes is geworden. Hij heeft nog lang aan de spelreeks gewerkt, want er kwamen na het eerste deel nog 3 spellen uit, Uncharted 2: Among Thieves, Uncharted 3: Drake's Deception en de finale van de Uncharted reeks over Nathan Drake, Uncharted 4: A Thief's End.

## Filmografie

### Videogames
| Jaar | Titel                                                | Rol |
| ---- | ---------------------------------------------------- | --- |
| 1999 | Interstate '82                                       | Hinkley |
| 2003 | The Cat in the Hat                                   | Fish |
| 2004 | Maximo vs. Army of Zin                               | Baron |
| 2004 | EverQuest II                                         | Meerdere Rollen                                                                                                   |
| 2004 | Ty the Tasmanian Tiger 2: Bush Rescue                | Karlos, Duncan, Snappy                                                                                            |
| 2005 | SWAT 4                                               | SWAT Officer Tony "Subway" Girard                                                                                 |
| 2005 | Area-51                                              | McCan |
| 2005 | Guild Wars                                           | Meerdere Rollen                                                                                                   |
| 2005 | God of War                                           | Hades |
| 2005 | The Incredible Hulk: Ultimate Destruction            | Guard #1 |
| 2005 | EverQuest II                                         | Meerdere Rollen                                                                                                   |
| 2005 | Evil Dead: Regeneration                              | Deadites |
| 2005 | Dungeons & Dragons                                   | Meerdere Rollen                                                                                                   |
| 2005 | Ty the Tasmanian Tiger 3: Night of the Quinkan       | Karlos, Snappy |
| 2005 | Crash Tag Team Racing                                | Doctor N. Gin |
| 2005 | SpongeBob SquarePants: Lights, Camera, Pants!        | Gill Hammerstein                                                                                                  |
| 2005 | Call of Duty 2                                       | Sergeant Randall                                                                                                  |
| 2005 | Shrek SuperSlam                                      | Quasimodo |
| 2005 | Agatha Christie: And Then There Were None            | Patrick Narracott, The Harbormaster                                                                               |
| 2005 | Gun                                                  | Meerdere Rollen                                                                                                   |
| 2005 | 50 Cent: Bulletproof                                 | Spinoza |
| 2006 | Ape Escape 3                                         | Dr. Tomoki |
| 2006 | SWAT 4: The Stetchkov Syndicate                      | SWAT Officer Tony "Subway" Girard                                                                                 |
| 2006 | Driver: Parallel Lines                               | The Mexican |
| 2006 | Keepsake                                             | Zak, Mustavio |
| 2006 | Predator: Concrete Jungle                            | Meerdere Rollen                                                                                                   |
| 2006 | Cars                                                 | Jeff Robertson |
| 2006 | Pirates of the Caribbean: The Legend of Jack Sparrow | Don Carrera De La Vega                                                                                            |
| 2006 | Saints Row                                           | Meerdere Rollen                                                                                                   |
| 2006 | Age of Empires III: The War Chiefs                   | George Armstrong Custer                                                                                           |
| 2006 | Marvel: Ultimate Alliance                            | Ghost Rider, Hawkeye, Colossus, Moon Knight                                                                       |
| 2006 | Nicktoons: Battle for Volcano Island                 | Meerdere Rollen                                                                                                   |
| 2006 | Final Fantasy XII                                    | Vossler York Azelas                                                                                               |
| 2006 | SOCOM: U.S. Navy SEALs Combined Assault              | Vandaal |
| 2006 | The Sopranos: Road to Respect                        | Meerdere Rollen                                                                                                   |
| 2007 | Lost Planet: Extreme Condition                       | Joe, Narrator |
| 2007 | Lost Planet: Colonies                                | Joe, Narrator |
| 2007 | Agatha Christie: Murder on the Orient Express        | Meerdere Rollen                                                                                                   |
| 2007 | Ratchet & Clank: Size Matters                        | Meerdere Rollen                                                                                                   |
| 2007 | TMNT                                                 | Raphael / Nightwatcher                                                                                            |
| 2007 | The Darkness                                         | Young Jackie Estacado                                                                                             |
| 2007 | World in Conflict                                    | Lt. Parker |
| 2007 | Halo 3                                               | Marine |
| 2007 | Crash of the Titans                                  | Doctor N. Gin, Tiny Tiger, Dingodile                                                                              |
| 2007 | Power Rangers: Super Legends                         | Goldar, Operation Overdrive Red Ranger                                                                            |
| 2007 | SpongeBob's Atlantis SquarePantis                    | Meerdere Rollen                                                                                                   |
| 2007 | Assassin's Creed                                     | Desmond Miles, Abbas Sofian                                                                                       |
| 2007 | Uncharted: Drake's Fortune                           | Nathan Drake |
| 2007 | Unreal Tournament 3                                  | Bishop |
| 2007 | Nicktoons: Attack of the Toybots                     | Factorybots |
| 2008 | Lost Odyssey                                         | Dark Acolyte |
| 2008 | Destroy All Humans! Big Willy Unleashed              | Trahn, Ratpoo, Corn Cob King                                                                                      |
| 2008 | Dark Sector                                          | Meerdere Rollen                                                                                                   |
| 2008 | Metal Gear Solid 4: Guns of the Patriots             | Meerdere Rollen                                                                                                   |
| 2008 | Too Human                                            | Meerdere Rollen                                                                                                   |
| 2008 | Crash: Mind Over Mutant                              | Doctor N. Gin |
| 2008 | Saints Row 2                                         | Meerdere Rollen                                                                                                   |
| 2008 | SOCOM: U.S. Navy SEALs Confrontation                 | Commando #2, Pilot #2                                                                                             |
| 2008 | Fable II                                             | Hero of Bowerstone                                                                                                |
| 2008 | Quantum of Solace                                    | Meerdere Rollen                                                                                                   |
| 2008 | Valkyria Chronicles                                  | Musaad Mayfield                                                                                                   |
| 2008 | Kung Fu Panda: Legendary Warriors                    | Baboon Goon, Gorilla Goon                                                                                         |
| 2008 | Call of Duty: World at War                           | Dr. Edward Richtofen                                                                                              |
| 2008 | Secret Service                                       | Agent Pierce |
| 2008 | Destroy All Humans! Path of the Furon                | Emperor Meningitis                                                                                                |
| 2008 | Prince of Persia                                     | The Prince |
| 2009 | Halo Wars                                            | Sergeant John Forge                                                                                               |
| 2009 | The Lord of the Rings: Conquest                      | Gondorian Officer, Evil Human Officer                                                                             |
| 2009 | MadWorld                                             | Operator B, Master Father, Yokozuna Daisangen                                                                     |
| 2009 | Resistance: Retribution                              | Roland Mallery |
| 2009 | Infamous                                             | Burger |
| 2009 | The Chronicles of Riddick: Assault on Dark Athena    | Bewakers |
| 2009 | Terminator Salvation                                 | Dobkin |
| 2009 | Red Faction: Guerrilla                               | Meerdere Rollen                                                                                                   |
| 2009 | Prototype                                            | Meerdere Rollen                                                                                                   |
| 2009 | Transformers: Revenge of the Fallen                  | Sideswipe |
| 2009 | Shadow Complex                                       | Jason Fleming |
| 2009 | Marvel: Ultimate Alliance 2                          | War Machine, Sentry, Officer Swanson                                                                              |
| 2009 | Halo 3: ODST                                         | Lance Corporal Kojo "Romeo" Agu                                                                                   |
| 2009 | Uncharted 2: Among Thieves                           | Nathan Drake |
| 2009 | Marvel Super Hero Squad                              | War Machine |
| 2009 | Ratchet & Clank Future: A Crack in Time              | Sigmund, Nefarious Trooper                                                                                        |
| 2009 | Dragon Age: Origins                                  | Meerdere Rollen                                                                                                   |
| 2009 | Assassin's Creed II                                  | Desmond Miles, Adam                                                                                               |
| 2009 | The Saboteur                                         | Meerdere Rollen                                                                                                   |
| 2010 | Army of Two: The 40th Day                            | Elliot Salem |
| 2010 | Dark Void                                            | Will Grey |
| 2010 | White Knight Chronicles                              | Cyrus |
| 2010 | Supreme Commander 2                                  | Dominic Maddox |
| 2010 | Final Fantasy XIII                                   | Meerdere Rollen                                                                                                   |
| 2010 | Resonance of Fate                                    | Vashyron |
| 2010 | Alpha Protocol                                       | Steven Heck |
| 2010 | Transformers: War for Cybertron                      | Brawl |
| 2010 | Singularity                                          | Cpt. James Devlin                                                                                                 |
| 2010 | Sniper: Ghost Warrior                                | O'Neil |
| 2010 | Mafia II                                             | Alberto Clemente                                                                                                  |
| 2010 | Spider-Man: Shattered Dimensions                     | Deadpool |
| 2010 | Final Fantasy XIV                                    | Meerdere Rollen                                                                                                   |
| 2010 | Naruto Shippuden: Ultimate Ninja Storm 2             | Obito Uchiha |
| 2010 | Call of Duty: Black Ops                              | Dr. Edward Richtofen, Dr. Gersh                                                                                   |
| 2010 | Assassin's Creed: Brotherhood                        | Desmond Miles |
| 2010 | Tron: Evolution                                      | Behemoth, Sentries, Blaze                                                                                         |
| 2010 | Marvel Pinball                                       | Deadpool |
| 2011 | Marvel vs. Capcom 3: Fate of Two Worlds              | Deadpool |
| 2011 | Knights Contract                                     | Minukelsus |
| 2011 | PlayStation Move Heroes                              | Deathbot |
| 2011 | Portal 2                                             | Corrupt Cores, Defective Turrets                                                                                  |
| 2011 | SOCOM 4: U.S. Navy SEALs                             | Gorman |
| 2011 | Transformers: Dark of the Moon                       | Bruticus, Cliffjumper, Major Reynolds                                                                             |
| 2011 | Earth Defense Force: Insect Armageddon               | Archangel, Kicker                                                                                                 |
| 2011 | White Knight Chronicles II                           | Cyrus |
| 2011 | X-Men: Destiny                                       | Cyclops, Adrian's Father                                                                                          |
| 2011 | Batman: Arkham City                                  | Penguin, Black Mask, Officer Whitman, additional voices                                                           |
| 2011 | Uncharted 3: Drake's Deception                       | Nathan Drake |
| 2011 | The Lord of the Rings: War in the North              | Eradan |
| 2011 | Assassin's Creed: Revelations                        | Desmond Miles |
| 2011 | Ultimate Marvel vs. Capcom 3                         | Deadpool |
| 2011 | Star Wars: The Old Republic                          | Jedi Consular Male                                                                                                |
| 2012 | Uncharted: Golden Abyss                              | Nathan Drake |
| 2012 | Armored Core V                                       | Father, Men of Honor Unit A, Zodiac No. 7                                                                         |
| 2012 | Kinect Star Wars                                     | Mak Pra |
| 2012 | LEGO Batman 2: DC Super Heroes                       | Scarecrow, Captain Boomerang, Hush                                                                                |
| 2012 | Spec Ops: The Line                                   | Captain Martin Walker                                                                                             |
| 2012 | The Amazing Spider-Man                               | Alistair Smythe                                                                                                   |
| 2012 | Transformers: Fall of Cybertron                      | Cliffjumper, Bruticus, Brawl                                                                                      |
| 2012 | Guild Wars 2                                         | Human Male Player                                                                                                 |
| 2012 | Skylanders: Giants                                   | Meerdere Rollen                                                                                                   |
| 2012 | Team Fortress 2                                      | Merasmus, Bombinomicon, Redmond, Blutarch, Zepheniah, Soldier, Engineer                                           |
| 2012 | Assassin's Creed III                                 | Desmond Miles |
| 2012 | LEGO The Lord of the Rings                           | Meerdere Rollen                                                                                                   |
| 2012 | Call of Duty: Black Ops II                           | Dr. Edward Richtofen                                                                                              |
| 2012 | Call of Duty: Black Ops – Declassified               | Alex Mason |
| 2012 | PlayStation All-Stars Battle Royale                  | Nathan Drake |
| 2013 | Sly Cooper: Thieves in Time                          | Cyrille LeParadox, El Jefe                                                                                        |
| 2013 | Injustice: Gods Among Us                             | General Zod |
| 2013 | Poker Night 2                                        | Fact Core |
| 2013 | Marvel Heroes                                        | Deadpool |
| 2013 | The Last of Us                                       | David |
| 2013 | Deadpool                                             | Deadpool |
| 2013 | Dota 2                                               | Meerdere Rollen                                                                                                   |
| 2013 | Saints Row IV                                        | The Boss |
| 2013 | Skylanders: Swap Force                               | Dune Bug, Mayor McBoom                                                                                            |
| 2013 | LEGO Marvel Super Heroes                             | Cyclops, Magneto Green Goblin, Deadpool, Pyro, Vulture, Ant-Man                                                   |
| 2013 | Assassin's Creed IV: Black Flag                      | Desmond Miles |
| 2013 | Nickelodeon's Teenage Mutant Ninja Turtles           | Kraang |
| 2013 | Batman: Arkham Origins                               | Penguin |
| 2013 | Young Justice: Legacy                                | Superboy, Superman                                                                                                |
| 2014 | Lightning Returns: Final Fantasy XIII                | Meerdere Rollen                                                                                                   |
| 2014 | Titanfall                                            | Hammond |
| 2014 | The Amazing Spider-Man 2                             | Harry Osborn / Green Goblin, Kraven the Hunter                                                                    |
| 2014 | Transformers: Rise of the Dark Spark                 | Bruticus, Cliffjumper                                                                                             |
| 2014 | Spider-Man Unlimited                                 | Green Goblin |
| 2014 | Disney Infinity: Marvel Super Heroes                 | Green Goblin, Rocket Raccoon                                                                                      |
| 2014 | Middle-earth: Shadow of Mordor                       | Black Hand |
| 2014 | Skylanders: Trap Team                                | Dune Bug |
| 2014 | LEGO Batman 3: Beyond Gotham                         | Beast Boy, Condiment King, Firestorm, Hush, Mad Hatter, Orion, Toyman, Jor-El, Bizarro                            |
| 2014 | World of Warcraft: Warlords of Draenor               | Lunarfall Footman                                                                                                 |
| 2014 | LittleBigPlanet 3                                    | Marlon Random |
| 2014 | Tales from the Borderlands                           | August |
| 2015 | Saints Row: Gat out of Hell                          | The Boss |
| 2015 | Dying Light                                          | Bernard |
| 2015 | Infinite Crisis                                      | Meerdere Rollen                                                                                                   |
| 2015 | LEGO Jurassic World                                  | Meerdere Rollen                                                                                                   |
| 2015 | Batman: Arkham Knight                                | Penguin |
| 2015 | Hellraid                                             | Aiden, The Cursed Kin                                                                                             |
| 2015 | Disney Infinity 3.0                                  | Rocket Raccoon, Green Goblin                                                                                      |
| 2015 | Destiny                                              | Ghost |
| 2015 | Skylanders: SuperChargers                            | Dune Bug |
| 2015 | LEGO Dimensions                                      | Lord Business, General Zod, Boromir, Space Core, Orc Commandant, Karlof, Superman (The Lego Batman Movie variant) |
| 2015 | Guild Wars 2: Heart of Thorns                        | Human Male Player, Mordremoth                                                                                     |
| 2015 | Call of Duty: Black Ops III                          | Dr. Edward Richtofen, Dr. Gersh                                                                                   |
| 2016 | Uncharted 4: A Thief's End                           | Nathan Drake |
| 2016 | Teenage Mutant Ninja Turtles: Mutants in Manhattan   | Leonardo, Splinter, Shredder / Super Shredder                                                                     |
| 2016 | Master of Orion: Conquer the Stars                   | Darlok Emperor, Sakkra Emperor                                                                                    |
| 2016 | Mafia III                                            | Remy Duvall |
| 2016 | Skylanders: Imaginators                              | Dune Bug |
| 2017 | Halo Wars 2                                          | Sergeant John Forge                                                                                               |
| 2017 | Guardians of the Galaxy: The Telltale Series         | Rocket Raccoon |
| 2017 | XCOM 2: War of the Chosen                            | Chosen Hunter |
| 2017 | Destiny 2                                            | Ghost, Cayde-6 |
| 2017 | Guild Wars 2: Path of Fire                           | Human Male Player, Palawa Joko                                                                                    |
| 2017 | Middle-earth: Shadow of War                          | Isildur, Tarandor, Zog, Nemesis Orcs                                                                              |
| 2018 | God of War                                           | Modi |
| 2018 | Call of Duty: Black Ops 4                            | Dr. Edward Richtofen, Brutus                                                                                      |
| 2018 | Lego DC Super-Villains                               | Meerdere Rollen                                                                                                   |
| 2019 | Marvel Ultimate Alliance 3: The Black Order          | Deadpool, Rocket Raccoon                                                                                          |
| 2019 | Freedom Finger                                       | Major Cigar |
| 2020 | Marvel's Avengers                                    | Tony Stark / Iron Man                                                                                             |
| 2020 | Dirt 5                                               | Bruno Durand |
| 2020 | Assassin's Creed Valhalla                            | The Reader (Desmond Miles)                                                                                        |

### Animatie
| Jaar | Titel                                    | Rol                                                        |
| ---- | ---------------------------------------- | ---------------------------------------------------------- |
| 2001 | De Legende van Tarzan                    | Scox                                                       |
| 2006 | Ben 10                                   | Henchman, Teen Attendant                                   |
| 2006 | De Grimmige Avonturen van Billy en Mandy | Meerdere Rollen                                            |
| 2007 | Back at the Barnyard                     | Stumpity Joe                                               |
| 2009 | Wolverine and the X-Men                  | Cyclops, Colossus, Pyro                                    |
| 2009 | Uncharted: Eye of Indra                  | Nathan Drake                                               |
| 2010 | Fanboy en Chum Chum                      | Thorvald the Red                                           |
| 2010 | The Clone Wars                           | El-Les                                                     |
| 2010 | The Avengers: Earth's Mightiest Heroes   | Meerdere Rollen                                            |
| 2010 | Black Panther                            | Cyclops, Nightcrawler                                      |
| 2010 | Young Justice                            | Meerdere Rollen                                            |
| 2011 | Regular Show                             | Meerdere Rollen                                            |
| 2011 | G.I. Joe: Renegades                      | Snow Job                                                   |
| 2011 | Mad                                      | Meerdere Rollen                                            |
| 2011 | Scooby-Doo! Mystery Incorporated         | Young Brad Chiles                                          |
| 2011 | Generator Rex                            | Dr. Branden Moses                                          |
| 2012 | Transformers: Prime                      | Smokescreen                                                |
| 2012 | Teenage Mutant Ninja Turtles             | Meerdere Rollen                                            |
| 2012 | DreamWorks Dragons                       | Stoick the Vast                                            |
| 2012 | Robot and Monster                        | Meerdere Rollen                                            |
| 2013 | Ultimate Spider-Man                      | Meerdere Rollen                                            |
| 2013 | Sanjay and Craig                         | Baby Richard, Chicken Chuck, Huggle Bunny, Ronnie Slithers |
| 2013 | De Legende van Korra                     | Meerdere Rollen                                            |
| 2013 | Monsters vs. Aliens                      | Derek Dietl                                                |
| 2014 | Breadwinners                             | Oonski the Great, Steven Quackberg                         |
| 2014 | Clarence                                 | Meerdere Rollen                                            |
| 2014 | Curious George                           | Hunt Official, Nilguini                                    |
| 2014 | Rick and Morty                           | Scroopy Noopers                                            |
| 2014 | TripTank                                 | Meerdere Rollen                                            |
| 2014 | Hulk and the Agents of S.M.A.S.H.        | Werewolf by Night, Maximus / Gorgon                        |
| 2014 | Kung Fu Panda: Legends of Awesomeness    | Meerdere Rollen                                            |
| 2014 | Blaze and the Monster Machines           | Blaze                                                      |
| 2015 | Pig Goat Banana Cricket                  | Meerdere Rollen                                            |
| 2015 | Fresh Beat Band of Spies                 | Sven Frugengeblugen                                        |
| 2015 | Lego: Master Builders of the Universe    | Superman                                                   |
| 2015 | Frederick Cooper                         | Frederick                                                  |
| 2015 | Be Cool, Scooby-Doo                      | Ghost of Chip Braverton, Myles Kramer                      |
| 2016 | Voltron: Legendary Defender              | Sam Holt, Commander Iverson                                |
| 2016 | Home: Adventures with Tip & Oh           | Smek, Traffic Cone Larry                                   |
| 2017 | Huize Herrie                             | Meerdere Rollen                                            |
| 2017 | The Lion Guard                           | Tamka, Nyuni, Fahari                                       |
| 2017 | Spirit Riding Free                       | Jim                                                        |
| 2019 | Love, Death & Robots                     | Vladmir, Ugly Dave                                         |
| 2019 | The Epic Tales of Captain Underpants     | Cash Networth / Salamanger                                 |
| 2020 | Star Trek: Lower Decks                   | Meerdere Rollen                                            |

### Films
| Jaar | Titel                                    | Rol                                 |
| ---- | ---------------------------------------- | ----------------------------------- |
| 2006 | The Last Stand                           | Scott Jacobs                        |
| 2006 | Déjà Vu                                  | Ex-Fiancé                           |
| 2007 | TMNT                                     | Raphael / Nightwatcher              |
| 2008 | The Spiderwick Chronicles                | Goblins                             |
| 2008 | On the Doll                              | Charlie                             |
| 2008 | Dr. Dolittle: Tail to the Chief          | Parrot                              |
| 2012 | The Outback                              | Hex                                 |
| 2012 | Back to the Sea                          | Farley                              |
| 2012 | The Reef 2: High Tide                    | Bobby                               |
| 2012 | Dino Time                                | Morris                              |
| 2013 | Star Trek: Into Darkness                 | USS Vengeance Helmsman              |
| 2013 | I Know That Voice                        | Zichzelf                            |
| 2014 | Immediately Afterlife                    | Leader                              |
| 2015 | The SpongeBob Movie: Sponge Out of Water | Seagull, Dead Parrot, Pigeon Cabbie |
| 2016 | Batman: The Killing Joke                 | Mitch                               |
| 2019 | The Angry Birds Movie 2                  | Terence                             |
| 2022 | Uncharted                                | Hotel Gast                          |

### Televisie
| Jaar | Titel                                    | Rol                     |
| ---- | ---------------------------------------- | ----------------------- |
| 1997 | Port Charles                             | Dr. Chris Ramsey        |
| 2000 | Broken                                   | Rob McCardel            |
| 2001 | Spyder Games                             | Dr. Horton              |
| 2003 | Six Feet Under                           | Soap Actor              |
| 2004 | JAG                                      | ER Intern               |
| 2004 | She Spies                                | Peter                   |
| 2006 | Malcolm in the Middle                    | Leonard Nimoy           |
| 2006 | Ned's Declassified School Survival Guide | Art Dealer, Simone Moma |
| 2006 | NCIS                                     | Officer Lou Giotti      |
| 2007 | Ugly Betty                               | Male Anchor             |
| 2007 | Big Love                                 | Joey's Lawyer           |
| 2007 | CSI: Miami                               | Ken Walker              |
| 2007 | Dirty Sexy Money                         | Walsh                   |
| 2009 | Modern Family                            | Donald Flum             |
| 2009 | Melrose Place                            | Curtis Heller           |
| 2010 | Pretty Little Liars                      | Peter Hastings          |
| 2012 | Haven                                    | Will Brady              |
| 2016 | Rizzoli & Isles                          | Phillip Dayton          |

- Bibliothèque nationale de France: cb15033573s (data)
- International Standard Name Identifier: 0000 0001 1347 2945
- Library of Congress Control Number: no2011003544
- Système universitaire de documentation: 254980651
- Virtual International Authority File: 2751644
- WorldCat: E39PBJgmK3kCFdWXXx4Jv9HBfq